# Joseph Sibomana
Joseph Sibomana, né le 25 avril 1915 à Save et mort le 9 novembre 1999, est l'évêque du diocèse de Kibungo (Rwanda), depuis sa nomination par Paul VI le 5 septembre 1968, jusqu'à sa résignation le 30 mars 1992.

## Biographie
Joseph Sibomana est ordonné prêtre le 25 juillet 1940 des mains du vicaire apostolique de Kabgayi, André Perraudin (M.Afr).
En 1957, il co-signe le Manifeste des Bahutu.
Le 21 août 1961, le pape Jean XXIII le nomme évêque de Ruhengeri. Le Délégué apostolique en République démocratique du Congo et au Rwanda-Urundi, Gastone Mojaisky-Perrelli (en), l'a ordonné évêque le 3 décembre ; les évêques co-consécrateurs étaient l'archevêque de Kabgayi, André Perraudin, et l'évêque de Nyundo (de), Aloys Bigirumwami.
Joseph Sibomana a participé aux quatre sessions du concile Vatican II.
Le 5 septembre 1968, le pape Paul VI le nomme premier évêque de Kibungo. Le 30 mars 1992, le pape Jean-Paul II accepte la démission de Joseph Sibomana pour raisons d'âge.